# August Thyssen
August Thyssen (Eschweiler, 17 maggio 1842 – Castello di Landsberg, 4 aprile 1926) è stato un imprenditore tedesco, considerato il fondatore della grande famiglia industriale dei Thyssen.

## Biografia
August nasce in un'agiata famiglia cattolica, figlio del banchiere Friedrich e della di lui cugina Katharina Thyssen.
Dopo i primi studi ad Eschweiler e ad Aquisgrana, August frequenta per due anni il politecnico di Karlsruhe e in seguito l'"Institut Supérieur du Commerce de l'État" ad Anversa per poi andare a lavorare nella banca del padre.
Nel 1867 fonda a Duisburg la società "Thyssen, Fossoul & Co."  insieme al cognato Désiré Bicheroux, ma dopo appena quattro anni, nei quali quadruplica il capitale investito, lascia la società. 
Il 1º aprile 1871 fonda con il padre la "Thyssen & Co" con uno stabilimento di laminazione del ferro a Styrum presso Mülheim an der Ruhr. 
Alla morte del padre, subentra come socio il fratello Joseph (1844 - 1915), permettendo ad August di dedicare più tempo ad altre attività imprenditoriali, inizialmente nel bacino della Ruhr, poi in Francia e oltremare.
Nel 1872 August Thyssen sposa Hedwig Pelzer (1854-1940), figlia di un imprenditore di Mülheim, Johann Heinrich Pelzer. Dall'unione nascono quattro figli: Fritz (1873-1951), August (1874-1943), Heinrich (1875-1947) e Hedwig (1878-1960); ciononostante la coppia divorzia nel 1885 e i figli vengono affidati al padre.
Nel frattempo egli cura l'espansione della Thyssen & Co., fonda la "Maschinenfabrik Thyssen & Co." e introduce il processo Thomas, contribuendo al forte sviluppo della produzione d'acciaio e alla industrializzazione della Germania.
Nel 1891 August pone le basi per la formazione di una società verticalmente integrata nella miniera di carbone di Hamborn collegandovi gli impianti di lavorazione del ferro e dell'acciaio sul fiume Reno.
Poco prima dello scoppio della Grande guerra, comincia l'espansione internazionale del Gruppo nei Paesi Bassi, Regno Unito, Francia, Russia, Mediterraneo e Argentina. August Thyssen diviene uno degli industriali più ricchi della Germania.
L'esito della guerra comporta però la fine dell'espansione industriale della Thyssen Co.
In politica August Thyssen si mantiene su convinzioni conservatrici e nazionaliste; di conseguenza avversa il trattato di Versailles ed è tra i primi finanziatori del partito Nazionalsocialista ; in materie economiche si oppone a cartelli e sindacati, ma non disdegna di parteciparvi qualora perseguano i suoi interessi.
Prima di morire, August Thyssen riunisce le attività nel gruppo Vereinigte Stahlwerke AG. Gli succede alla testa del Gruppo il figlio Fritz.